# نهر سانا
سانا ( تلفظ [sǎːna]؛ Cyrillic ) هو نهر في الجزء الشمالي الغربي من البوسنة والهرسك. إنه أحد روافد أونا، حيث يتدفق بالقرب من نوفي غراد. إنه أطول الأنهار التسعة التي تتدفق عبر سانسكي موست، ويبلغ طوله 142 كم. وهو ليس مجرى مائي صالح للملاحة.

## اسم
اسم النهر مشتق من كلمة سانا اللاتينية، والتي تعني «صحية».

## المسار

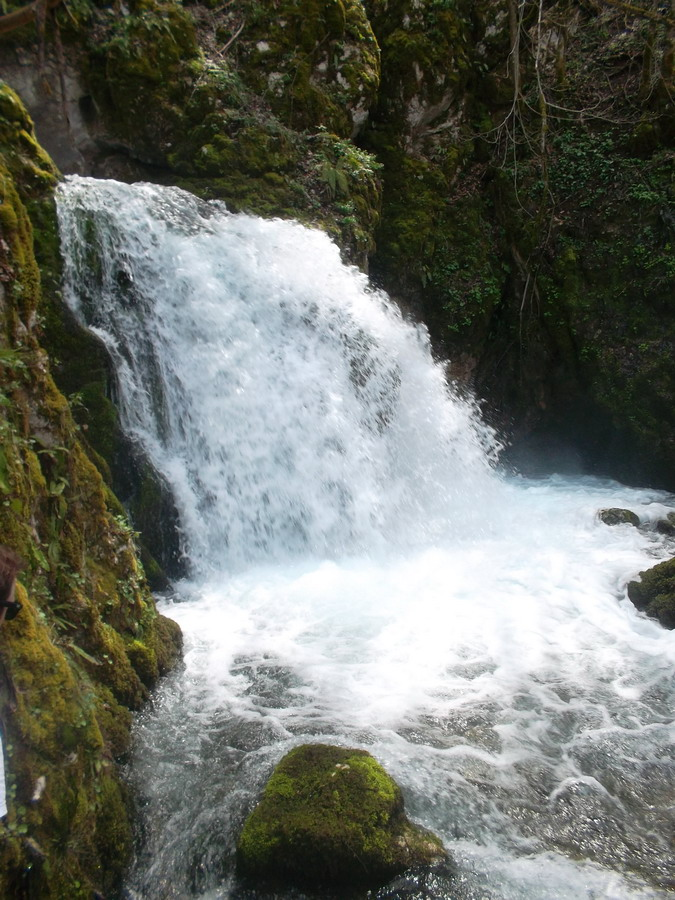
واحد من ثلاثة شلالات كبيرة من سانا

تنبع منطقة سانا من أربعة ينابيع تتدفق إلى هضبة كارستية في بوسانسكا كرايينا، بالقرب من قريتي بيكا ومركونيتش غراد، وهي ليست بعيدة عن مدينة سيبوفو. بعد طول يبلغ حوالي 1.5 كم، تجتمع هذه الجداول لتشكيل سانا، الذي يمر بعد ذلك بالقرب من بلدة كليوتش في اتجاه الجنوب والشمال الذي يحتفظ به النهر لعدة كيلومترات. يجمع النهر لاحقًا مع مياه رافده الرئيسي، نهر سانيكا. ثم يمر النهر عبر سانسكي موست ويتحد مع نهر زدينا. يمر سانا عبر مدينة برييدور، حيث يتحد سانا مع نهر جومجنيتشا. ثم يتوجه سانا مساره إلى الغرب حتى نوفي غراد حيث يتدفق إلى نهر أونا كرافد. بين برييدور ونوفي غراد، يعمل النهر كحدود طبيعية بين مدينتي بوتكوزاري وبودجرميتش.